# Dwingeloosche Heide

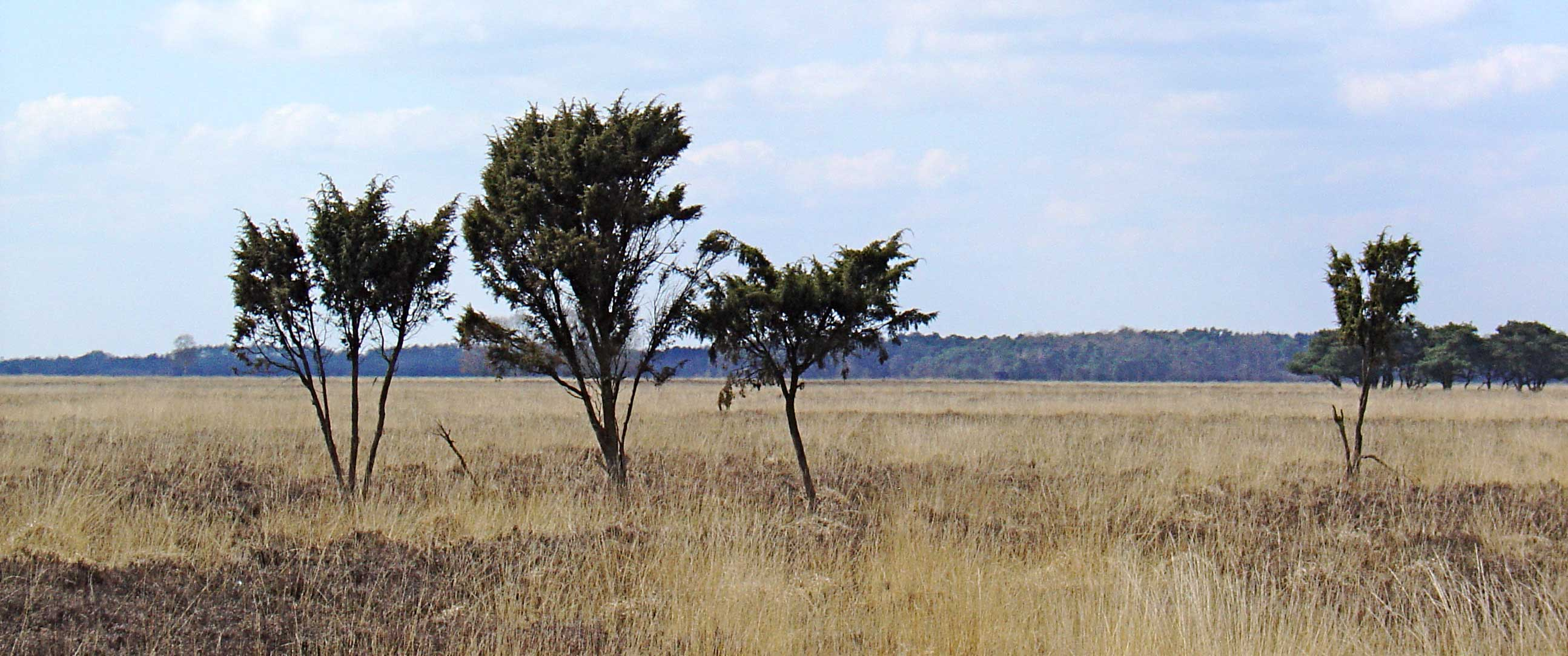
Dwingeloosche Heide in het Nationaal Park Dwingelderveld

De Dwingeloosche Heide vormt met de Benderse Heide en de Kraloër heide een aaneengesloten heidecomplex in het Nederlandse Nationaal Park Dwingelderveld. De Dwingeloosche Heide, een gebied van circa 1200 hectare met heide vennen en hoogveen, wordt beheerd door Natuurmonumenten. De Kraloër heide wordt beheerd door Staatsbosbeheer. Het gebied vormt het grootste vochtige heidegebied van West-Europa. In het gebied liggen diverse vennen en plassen, zoals het Drostenveen en de Davidsplassen. Daarnaast de pingoruïnes het Smitsveen en het Moordenaarsveen. Natuurmonumenten begon in 1930 met de verwerving van gronden in het gebied, naar aanleiding van een rapport dat was opgesteld door onder anderen de natuurbeschermer Jac. P. Thijsse.
Het gebied wordt begraasd door de Ruiner schaapskudde. De schaapskooi staat aan de zuidwestrand van de Benderse Heide nabij de buurtschap Benderse.